# Илюк, Роман Юрьевич
Роман Юрьевич Илюк (род. 3 сентября 2005) — российский баскетболист, играющий на позиции разыгрывающего защитника.

## Карьера
Илюк начал заниматься баскетболом в 8 лет в спортшколе БК «Лобня», где отыграл 2 года у тренера Дмитрия Александровича Самоумова. В 11 лет прошёл просмотр в ЦСКА, где Романа приняли к тренеру Ивану Евгеньевичу Кучерову. В 17 лет Илюк перешёл в систему молодёжного проекта УНИКСа под руководством Андрея Николаевича Кибенко.
В сезоне 2024/2025 Илюк стал бронзовым призёром Единой лиги ВТБ и чемпионата России, а также серебряным призёром Суперкубка Единой лиги ВТБ.
В июле 2025 года Илюк подписал контракт с основной командой УНИКСа.

## Достижения
- Бронзовый призёр Единой лиги ВТБ: 2024/2025
- Серебряный призёр Суперкубка Единой лиги ВТБ: 2024
- Бронзовый призёр чемпионата России: 2024/2025